# Бороухин, Алексей Илларионович
Алексе́й Илларио́нович Бороу́хин (30 октября 1921, Чкарино, Краснококшайский кантон, Марийская автономная область, РСФСР — 15 августа 2004, Йошкар-Ола, Марий Эл, Россия) — марийский советский деятель сельского хозяйства, партийный и комсомольский деятель. Помощник Председателя Президиума Верховного Совета Марийской АССР. Председатель колхоза «Вперёд» Советского района (1943—1962), колхоза «Победитель» Медведевского района Марийской АССР (1964—1975). Кавалер ордена Ленина (1971). Участник Великой Отечественной войны. Член ВКП(б).

## Биография
Родился 30 октября 1921 года в с. Чкарино ныне Советского района Марий Эл в семье крестьян-середняков. В 1940 году окончил среднюю школу в родном селе.
В марте 1941 года призван в РККА. Участник Великой Отечественной войны: командир отделения батальона 28 отдельной зенитной артиллерийской бригады на Карельском фронте, 375 отдельного зенитного артиллерийского дивизиона на Юго-Западном фронте. Прошёл путь от сержанта до старшего лейтенанта. Демобилизовался из армии в мае 1946 года. Награждён орденом Отечественной войны II степени и медалями, в том числе медалью «За боевые заслуги».
После демобилизации из армии вернулся на родину: был комсомольско-партийным работником, в  1949—1962 годах — председатель колхоза «Вперёд» Советского района Марийской АССР. В 1964—1975 годах — председатель колхоза «Победитель» Медведевского района МАССР.
Был помощником Председателя Президиума Верховного Совета Марийской АССР.
Награждён орденами Ленина, Трудового Красного Знамени, медалями, а также Почётной грамотой Президиума Верховного Совета Марийской АССР.
Скончался 15 августа 2004 года в Йошкар-Оле.

## Награды
- Орден Ленина (1971)[1][2]
- Орден Трудового Красного Знамени (1965)[1][2]
- Орден Отечественной войны II степени (06.04.1985)[6]
- Медаль «За боевые заслуги» (22.06.1943)[7]
- Медаль «За оборону Советского Заполярья»[4]
- Медаль «За победу над Германией в Великой Отечественной войне 1941—1945 гг.»[4]
- Медаль «За доблестный труд. В ознаменование 100-летия со дня рождения Владимира Ильича Ленина»
- Почётная грамота Президиума Верховного Совета Марийской АССР (1957)[1][2]